# Saurita triangulifera
Saurita triangulifera là một loài bướm đêm thuộc phân họ Arctiinae. Loài này được Herbert Druce mô tả năm 1898. Loài này có ở Rio de Janeiro, Brasil.